# Amiota flavopruniosa
Amiota flavopruniosa este o specie de muște din genul Amiota, familia Drosophilidae, descrisă de Oswald Duda în anul 1934. Conform Catalogue of Life specia Amiota flavopruniosa nu are subspecii cunoscute.